# 横地石太郎

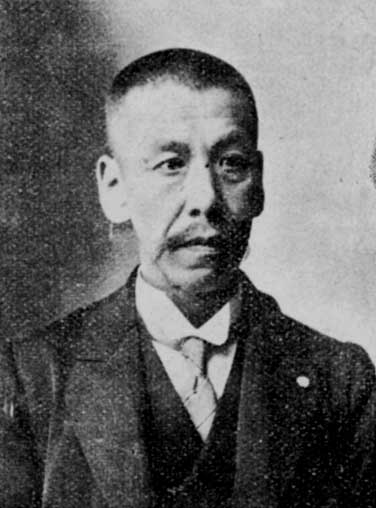
横地石太郎

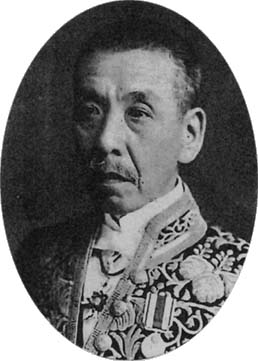
横地石太郎

横地 石太郎（よこち / よこじ いしたろう、1860年1月28日（万延元年1月6日） - 1944年（昭和19年）5月27日）は、日本の教育者、考古学研究家。族籍は石川県士族。位階勲等は従三位勲二等。
夏目漱石の小説『坊つちやん』に登場する「赤シャツ」のモデルとされることがあるが、異論もある（後述）。

## 経歴
加賀国石川郡金沢（現・石川県金沢市）の与力町にて加賀藩士横地大十郎の長男として生まれ、1874年（明治7年）に金沢英学校に、翌年は旧藩主前田邸学問所にて学び、1876年（明治9年）に東京英語学校に入学し、1884年（明治17年）7月に東京大学理学部応用化学科を卒業した。
大学卒業後、神戸師範学校一等教諭、京都府中学校教諭、鹿児島高等中学造士館教授を務め、1893年（明治26年）3月には福島県尋常中学校校長となるが、ストライキ発生時に渦中の生徒（後に京都帝国大学総長となる小西重直）をかくまった責任を取って辞職した。1894年（明治27年）11月には愛媛県尋常中学校校長の住田昇に招かれて同校教授嘱託になり、翌1895年（明治28年）3月に教諭、次いで4月に教頭に任命された。同年10月には校長事務取扱となるが、県知事の小牧昌業から度重なる説得を受けた末の翌1896年（明治29年）3月、校長に就いた。同校長在任中には東予分校（後の愛媛県西条中学校）と南予分校（後の愛媛県宇和島中学校）を設置したが、1898年（明治31年）秋にストライキが発生したことから11月に校長を辞職して教授嘱託に戻り、1900年（明治33年）3月末に退職した。同年9月には山口高等学校教授に任じられ、山口高等商業学校教授、同校長を歴任した。同校長在任中の1911年（明治44年）には中国語科を新設した。
1924年（大正13年）6月に退官した後は、山口高等商業学校名誉教授の称号を得て京都市に住み、1944年（昭和19年）5月27日に左京区田中大堰町にて84歳で没した。法名は「大雅院殿白雲幽石大居士」、墓所は相国寺境内にある。

## 人物

### 夏目漱石との関係
横地が愛媛県尋常中学校にて教頭を務めていた時期に、夏目漱石が英語教師として赴任してきた。後に漱石は同校での勤務体験をもとに小説『坊つちやん』を著したが、そのため登場人物の一人で主人公に懲らしめられる教頭「赤シャツ」のモデルは横地ではないかとも噂されるようになった。横地本人はこれを否定し、困惑・閉口した反応を示すとともに、自らが所持していた漱石の小説集『鶉籠』（『坊つちゃん』・『二百十日』・『草枕』を収録）の『坊つちゃん』の余白に、当時の事実や思い出を書き綴った。実際の横地と漱石は、愛媛時代には互いの家を訪問するなど親しく付き合い、漱石が熊本の第五高等学校に異動した後も交友した。また、当時の横地の渾名は「天神さん」であった。そもそも東京大学理学部を卒業した横地の学位は理学士で、文学士という設定の赤シャツとは異なり、漱石自身も横地へ配慮してか、講演録『私の個人主義』において「当時其中学に文学士と云ったら私一人なのだから、赤シャツは私の事にならなければならん」と断っている。なお、横地は『鶉籠』に漱石の人物評も書き入れており、それによれば漱石は「広ク誰トデモ交際スルト云ウ人デナカッタガ、親切デ友情ニ厚イ人デアッタ」、「奇妙ナコトニハ小キ娘子ト質朴ナ婆サントガ大好キデアッタ」とのことである。南海放送は、この横地に関する風評を題材にした『赤シャツの逆襲』（ラジオドラマおよびテレビドラマ）を制作・放送している。2016年（平成28年）9月から11月にかけて、金沢ふるさと偉人館は夏目漱石没後100年を記念して企画展「『坊つちやん』に登場する赤シャツのモデル？　横地石太郎」を開催し、上記の『鶉籠』をはじめ横地に関連する資料が展示された。

### 学問への興味
専門が物理化学であった横地は、京都府中学校教諭時代に初代島津源蔵（島津製作所創業者）と交流を持ち、島津が発行していた雑誌『理化学的工芸雑誌』にほぼ毎月の割合で記事を投稿していた。横地は晩年を京都で過ごしたが、引き続き初代源蔵の子である2代目島津源蔵・常三郎兄弟とも付き合っていた。
横地は専門以外の考古学、天文学や地学など他分野にも興味を抱いており、特に戦前愛媛県の考古学研究に貢献した。漱石が愛媛を去った後の1896年4月には考古学者の犬塚又兵を福島（横地の前任地）から書道の教師として迎え入れ、一緒に松山周辺の考古探訪にいそしみ、愛媛県尋常中学校を退職した前後には、周桑郡吉岡村の古墳や松山市東野長塚で発見された埴輪や同市中村素鵞神社付近から出土した土器についての論考といった、同地で獲得した考古学的成果を1900年5月から12月にかけて『東京人類学雑誌』170号〜177号に投稿した。山口高等商業学校に勤めていた時期にも、南予地方の亥の子石の民俗について『人類学雑誌』に、松山市付近の石器散布地および古墳について『伊予史談』に寄稿している。
その他、地理学者の小川琢治や考古学者の濱田耕作、京都帝国大学文科大学初代学長の狩野亨吉らとも親交を結び、狩野の朝鮮版漢書の目録に序文を寄せたり、松山出土の埴輪などを京都帝大の濱田研究室に寄贈したりした。

## 栄典
- 1922年（大正11年）1月30日 - 正四位[10]

## 家族
- 父 - 大十郎
- 母 - さだ（天保12年8月 - 、石川県士族・松川清之丞の長女）[5]
  - 妻 - てる（明治4年7月 - 、永岡堯英判事の次女）[5]
    - 長女 - 三樹江（明治19年10月 - 、石川県理学士・岸喜鑑の妻）[5]
    - 次女 - 敏子（明治19年10月 - 、愛媛県法学士・広瀬鉞太郎の妻）[5]
    - 三女 - 宣子（明治24年12月 - 、法学士・安江安吉の妻）[5]
    - 次男 - 清見（明治27年2月 - 、東京帝国大学法科大学独法科卒業、近藤紡績所取締役）[5][4]
    - 三男 - 静夫（明治29年7月 - 、東京帝国大学法科大学法科卒業、朝鮮鴨緑江航運・満州鴨緑江航運などの重役）[5][4]
    - 四女 - 寿子（明治32年4月 - 、石川県人・市川八郎の妻）[5]
    - 五女 - さち子（明治33年11月 - 、姉・順の養子）[5]
    - 四男 - 秀樹（明治34年9月 - 、商学士、住友銀行行員）[5][4]
    - 五男 - 春樹（明治37年4月 - 、）[5]
    - 六女 - 章子（明治42年7月 - 、京都女子高等専門学校卒業）[5][4]
    - 六男 - 恒夫（明治44年5月 - 、東京帝国大学法学部法学科卒業、名古屋裁判所判事）[5][4]
    - 七女 - 直子（大正2年2月 - 、京都府立第一高等女学校卒業）[5][4]
    - 七男 - 昌夫（大正4年12月 - 、）[5]

  - 姉 - 順（安政4年9月 - 、岸喜鑑の母）[5]
  - 妹 - 健（慶応3年 - 、陸軍少将・柴田正孝の妻）[5]
  - 妹 - 他喜（明治3年 - 、工学博士・近藤仙太郎の妻）[5]